# Melodi
Melodi, av senlatinets melodia, av grekiska melōidia 'sång', 'sjungande', av melos 'sång', 'melodi' och ōidē  'sång', 'dikt', är som musikvetenskaplig term en följd av organiserade toner. En melodi har tonhöjdsskillnader och  en strukturerad rytm som är uppfattbara. Harmonik eller ackompanjerande figurer i andra stämmor kan förstärka melodins pregnans.
I ’’populär mening’’ är en melodi en estetiskt ordnad följd av toner med avrundad form och självständigt stämningsinnehåll samt utgörande en förening av flera fraser eller motiv. Ensam utgör en sådan tonföljd en visa (franska air, engelska tune); som medelpunkt i ett större konstverk däremot kallas densamma tema, och företrädesvis sångtema i motsats till det ofta mindre "melodiska" (sångbara) instrumentaltemat.
I mer ’’musikvetenskaplig mening’’ förstås med melodi varje ordnad följd av toner efter varandra, i motsats till harmoni, som avser ordnandet av samtidiga toner. All uppfattning av sammanhang emellan toner beror antingen på tonernas grannskap eller på deras släktskap. Strängt taget är blott den förra av dessa båda principer rent melodisk, den senare är däremot i grunden harmonisk, även om denna spelar in vid konstruktionen av en melodi.
Melodin får sin karaktär av intervallernas anordning. I allmänhet taget uttrycker stigande tonhöjd en stegring (längtan, åtrå, strävan, energi), fallande tonhöjd däremot en minskad spänning (avmattning, resignation, försjunkande i sig själv). I det melodiska elementet kommer musikens väsen företrädesvis till uttryck; melodin har också blivit kallad musikens själ.
Alla länders folkmusik vilar på enstämmig melodik; i det konstnärliga musikaliska skapandet utgör melodiuppfinningen den egentliga nerven, och varje tonstyckes allmänfattlighet beror på dess melodiska halt. Att harmonisera en melodi är närmast att uppdaga dess toners harmoniska förhållanden. En särskild konstruktiv uppgift har melodibehandlingen i fugan liksom i 1500-talets polyfona sångmusik; där finns en samtidig flerfald av melodier, och varje del är lika melodisk som varje annan del.